# 龐嚴
庞严（?—813年），字子肃，唐朝官员，寿州寿春县（今安徽省寿县）人。
庞严父亲庞景昭。元和年间，庞严登进士第，长庆元年（821年）应制举贤良方正、能直言极谏科，策入三等，名列制科之首。当月，拜为左拾遗。他聪敏绝人，文章峭丽。翰林学士元稹、李绅非常了解他。元稹对后进之士，最看重庞严，说他文体与自己相似，经常保荐他。长庆二年（822年）二月，唐穆宗召他入翰林为学士。转任左补阙，再担任驾部郎中、知制诰。庞严与右拾遗蒋防都被元稹、李绅保荐，官至谏官内职。
长庆四年（824年），唐敬宗即位，李绅被宰相李逢吉所排挤，贬为端州司马。庞严被连累，出为江州刺史。给事中于敖平素与庞严关系好，制书既下，于敖封还，时人议论他：“于给事为知己犯宰相之怒，不也很危险吗！”覆制出示，才知道于敖驳制书，是因为贬庞严太轻，朝内外无不讥讽他。初李绅贬官，朝官都祝贺李逢吉，只有右拾遗吴思不道贺。李逢吉大怒，改任他为殿中侍御史，充入蕃告哀使。庞严后来入朝为库部郎中。
太和二年（828年）二月，唐文宗试制举人，命庞严与左散骑常侍冯宿、太常少卿贾餗担任试官，以裴休为甲等制科之首。有应直言极谏举人刘蕡，激切数千言。没有中选，人们都为他不平。他的对策，大行于时，登科之人有请以自己的名次改授刘蕡的。庞严再任太常少卿。太和五年（831年），权知京兆尹，以强干不避权豪著称，但是没有君子的检操，贪势嗜利，溺声色。醉酒而卒。

## 延伸阅读
[在维基数据编辑]
 在维基文库阅读此作者作品
 《新唐書·卷104》，出自《新唐書》